# ОЦ-21
ОЦ-21 «Малыш» — российский самозарядный малогабаритный пистолет.

## История
Пистолет был разработан в январе 1994 года в рамках темы ОКР «Малыш» конструктором Тульского ЦКИБ СОО Ю. И. Березиным по заказу МВД РФ в качестве оружия скрытого ношения для государственных военизированных организаций (ОЦ-21 под патрон 9×18 мм) и частных охранных структур (модификация ОЦ-21С под патрон 9×17 мм).
В декабре 1994 года был изготовлен первый опытный образец ОЦ-21.

## Конструкция
Особенностью конструкции ОЦ-21 является отсутствие выступающих деталей, чего удалось добиться, упразднив предохранительные приспособления и сделав курок, мушку и целик скрытыми. Автоматика пистолета работает за счет отдачи свободного затвора. Ударно-спусковой механизм куркового типа со скрытым курком, самовзводный. Боеприпасы подаются из однорядного коробчатого магазина на 5 патронов, в нижней части которого находится дополнительный упор для безымянного пальца руки, что повышает надежность удержания оружия при стрельбе. Размеры пистолета позволяют скрытно носить его в любой одежде, дамской сумочке.
Ствол с шестью правыми нарезами.
Усилие спуска составляет 70 Н (7 кг), благодаря этому появилась возможность исключить предохранитель из конструкции пистолета. 
В стандартном исполнении корпус пистолета оксидирован, в подарочном — никелированный.
Может изготавливаться в вариантах с пластмассовой или металлической накладкой на рукоятке.

## Варианты и модификации
- ОЦ-21 «Малыш» — вариант под патрон 9×18 мм ПМ[1].
- ОЦ-21С — служебный вариант под патрон 9×17 мм К.
- ОЦ-26 «Малыш» — вариант под патрон 5,45×18 мм[1].

## Страны-эксплуатанты
- Армения: на вооружении отдельных категорий сотрудников полиции[6];
- Россия — является наградным оружием[7]. С 2006 года находится на вооружении прокуратуры РФ в качестве оружия самозащиты для прокуроров и следователей[8]